# Teo (cantante 1983)
Teo, pseudonimo di Jurij Aljakseevič Vaščuk (in bielorusso Юрий Аляксеевіч Ващук?; Hidry, 24 gennaio 1983), è un cantante bielorusso.

## Biografia
Ha partecipato all'Eurovision Song Contest 2014 tenutosi a Copenaghen con il brano Cheesecake.

## Discografia

### Singoli
- 2014 – Cheesecake